# Gonothyraea inornata
Gonothyraea inornata är en nässeldjursart som beskrevs av Nutting 1901. Gonothyraea inornata ingår i släktet Gonothyraea och familjen Campanulariidae. Inga underarter finns listade i Catalogue of Life.